# Bangued
Bangued est une municipalité philippine de la province d'Abra, dont elle est la capitale.

## Barangay
Bangued est divisée en 31 barangays.

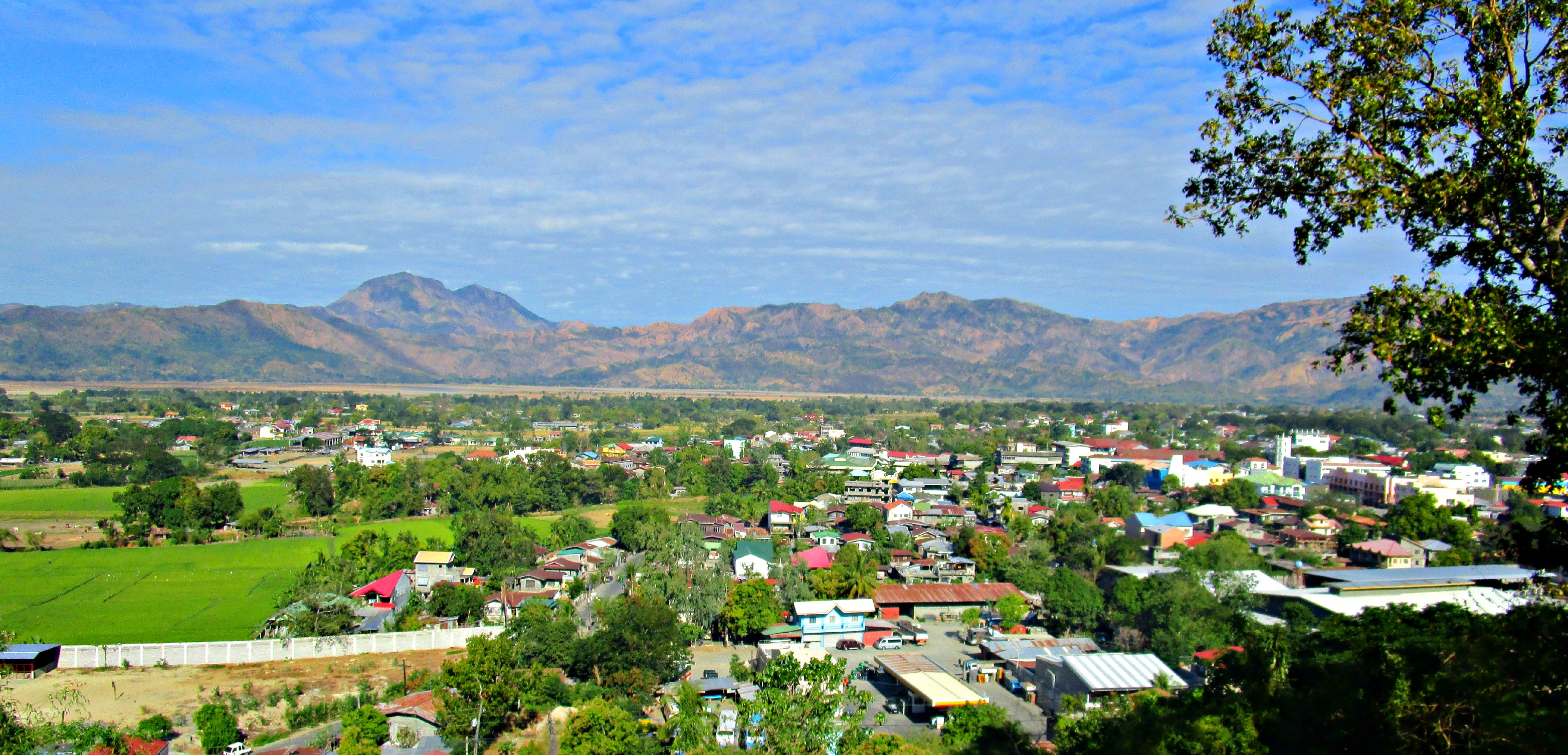
Vue de la vallée de l'Abra depuis la colline de Casamata

- Agtangao
- Angad
- Bañacao
- Bangbangar
- Cabuloan
- Calaba
- Tablac
- Cosili West
- Cosili East
- Dangdangla
- Lingtan
- Lipcan
- Lubong
- Macarcarmay
- Maoay
- Macray
- Malita
- Palao
- Patucannay
- Sagap
- San Antonio
- Santa Rosa
- Sao-atan
- Sappaac
- Linasin
- Consiliman
- Lalaud
- Town Proper
- Barikir
- Sinapangan
- Baliling

## Démographie
| Année | Habitants | Évolution |
| ----- | --------- | --------- |
| 2000  | 38 965    | -         |
| 2007  | 46 179    | 18,51 %   |
| 2010  | 43 936    | -4,86 %   |